# Hilarempis vanellus
Hilarempis vanellus är en tvåvingeart som först beskrevs av Ignaz Rudolph Schiner 1868.  Hilarempis vanellus ingår i släktet Hilarempis och familjen dansflugor.
Artens utbredningsområde är Colombia. Inga underarter finns listade i Catalogue of Life.